# Ante Kunek
Ante Kunek (Mesići, Bosna i Hercegovina, 1927. – Melbourne, 18. listopada 2016.), hrvatski politički aktivist, novinar i publicist, radićevac, po struci veterinar

## Životopis
Rodio se 1927. u selu Mesićima. Otac, rođen u Ivanić-Gradu mu je bio željeznički službenik u Kraljevini Jugoslaviji, dugo je bio službi po raznim dijelovima Bosne i Hercegovine. Javno je iskazivao hrvatsko domoljublje, uz to i član Hrvatske seljačke stranke, pa je bio često šikaniran. Domoljublje je otac prenio i na sinove Zvonimira, Antu i Ivicu. Kunkov otac bio je u vodstvu sarajevskog HSS-a, grada u kojem je tada bilo 30% Hrvata katolika. Ante Kunek je osnovnu školu pohađao u Sarajevu, kod časnih sestara sv. Vinka. Vjeronauk mu je predavao Krunoslav Draganović. Kunek je nastavio školovanje u Sarajevu, te je srednja škola bila Druga muška gimnazija. Propast Kraljevine Jugoslavije otac mu je dočekao na dužnosti nadstojnika željezničke postaje u Sarajevu. Zajedno sa svim Hrvatima Sarajeva, sudjelovao je u uspostavi Države Hrvatske, koja je u Bosni i Hercegovini bila uspostavljena neovisno o Zagrebu i Njemačkoj, prije dolaska hrvatske vojske iz Zagreba i prije ulaska njemačkih snaga u Sarajevo.
Otac im je spašavao Židove u Sarajevu, gdje je bio rođen i odrastao, pa je imao prijatelja Židova, koji su ih posjećivali u njihovom sarajevskom domu. Kad je jeseni 1942. Gestapo počeo kupiti Židove po Sarajevu, otac je skupa s Hrvatima željezničarima, čiji su sinovi već bili u Crnoj legiji Jure Francetića, tajno u Dubrovnik teretnim vagonima prebacili Židove u Dubrovnik, gdje su bili pod zaštitom Talijana. 
Ante Kunek je pošao na studij u Zagreb gdje je studirao veterinu. Godine 1956. godine pobjegao je iz komunističke Jugoslavije i emigrirao u Australiju. U Australiji se brzo zaposlio kao veterinarski inspektor u mesnoj industriji, tada vrlo važne australske vanjskotrgovinske grane. Kao vrlo cijenjen stručnjak i do odlaska u mirovinu radio je taj posao. Radio je za državni inspektorat pa se nije smio javno baviti politikom. No, Kunek je riskirao gubitak važnog radnog mjesta i tajno je djelovao u ogranku Hrvatske seljačke stranke u Melbourneu i široj hrvatskoj iseljeničkoj zajednici. Hrvatsku stvar pomagao je umno, fizički i financijski. Pisao je i političke komentare i raščlambe za novine HSS-a u Australiji pod pseudonimom. Članci visoke kvalitete izašli su u listovima: Slobodni dom, Hrvatska istina i Hrvatska sloboda. Oštro je kritizirao zločinačku komunističku Jugoslaviju i Tita, kojeg je od samog početka nazivao zločincem. Još onda kad je došao, 1950-ih odbijao je jugoslavenskoga komunističkog diktatora oslovljavati kao Josipa Broza jer je bio uvjeren da Tito nije bio Zagorac Josip Broz. Istovremeno je Kunek bez pridržaja zagovarao samostalnu Hrvatsku. Početkom 1970-ih napisao je u Slobodnom domu izvješće o knjizi (Reason in Revolt, London 1948.) Freda Copemana, zapovjednika bataljona engleskih komunističkih dragovoljaca u Španjolskom građanskom ratu. U toj knjizi Copeman je napisao da je pravi Josip Broz također sudjelovao u Španjolskom građanskom ratu kao zapovjednik bataljona dragovoljaca s "Balkana", a nosio je nadimak Šapajev. Kunekov članak privukao je pozornost i australske obavještajne službe, koja je otkrila tko je autor članka te ga došla u njegovoj kući ispitivati kako je došao do te knjige itd. Bliskom prijatelju kao Antunu Babiću, krsnom kumu Kunekova sina, rekao je da su mu rekli australski agenti rekli "neka se prestane baviti Jugoslavijom i borbom za samostalnu hrvatsku državu jer se Jugoslavija nikada neće raspasti, a Hrvatska nikada neće postati samostalna država". Kunek im je odgovorio: "Slušajte Vi mene, doći će vrijeme kad ćete i vi u Australiji nas Hrvate crtati na zidu samo da nas bude više". Kunekove riječi bile su proročanske. Multikulturalnu Australiju pogodio je terorizam islamskih fundamentalista i gospodarsko preuzimanje Australije od strane Kineza i drugih Azijata. U takvim okolnostima hrvatski doseljenici i australski državljani hrvatskog podrijetla u očima australskih anglosaksonaca nisu kao nekad "remetilački društveni čimbenik", nego posebno cijenjeni građani. Hrvatska i hrvatski narod izborili su državnu samostalnost, a "vječna" komunistička i velikosrpska Jugoslavija se raspala. 
Godine 1975. hrvatski emigranti Kunek i Babić su se poslije posebno zbližili i dali u suradnju. 1977. godine nakon podjele u ogranku HSS-a u Melbourneu i nakon prekida izlaženja dotadašnjega glasila Slobodni dom, njih dvojica pokrenuli su novo glasilo HSS-a u Australiji Hrvatsku istinu. Radili su u skromnim uvjetima. Uređivali su ih više od godinu dana na običnom kuhinjskom stolu. Tiskanje prvih dvaju brojeva osobno je platio Kunek s tisuću dolara, što je ond bilo mnogo. Babić je bio glavni urednik i besplatno je obavljao sve ostalo oko izdavanja novina. Kad je Hrvatska proglasila samostalnost, pratio je svaki dan što se zbiva, nazivao poznanike i raspitivao se za stanje u zemlji. Kad je 1992. došao u Zagreb, prvi glasnogovornik Ministarstva vanjskih poslova rekao mu je da je Hrvatska dobila rat, ali je "još uvijek u rukama Udbaša, komunista i Jugoslavena", što mu je Kunek često poslije govorio kako je bio u pravu u ocjeni stanja u Hrvatskoj. Kunek je bio optimističan, pa je uvijek još većom vjerom i sigurnošću govorio da "nije bitno koliko će uzeti vremena, ali ja sam siguran da će na kraju križ pobijediti crvenu zvijezdu petokraku". Ratnih je godina došao je ljetovati i vodio verbalni rat s hrvatskim jugonostalgičarima koji su krivili hrvatsku političku emigraciju ("ustaše") za rušenje njihove Jugoslavije. Godine 2014. izdao je Kunek knjigu Za dom, hrvatski rode, križevi bijeli neka nas vode, čiji je urednik i nakladnik Mladen Pavković. U knjizi Kunek navodi izvore i svjedočanstva koji potvrđuju da je jugoslavenski diktator Tito ukrao identitet Josipa Broza iz Kumrovca. Po toj knjizi Kunek će biti zapamćen u hrvatskoj povijesti. Do smrti je pratio zbivanja u Hrvatskoj. Zadnjih nekoliko godina svog života komentare je objavljivao i na domoljubnim portalima u Hrvatskoj. Kunek je umro u Australiji 2016. Prema njegovoj želji, ostatke njegovog tijela u Hrvatsku su donijeli supruga Marija i sin Zvonimir. Pokopan je u Ivanić-Gradu 17. lipnja 2017. godine,

## Vanjske poveznice
- Portal Hrvatskoga kulturnog vijeća Izdvojeno \ Vaši prilozi \ Kunek, Ante